# Économie du bitcoin
Le Bitcoin est un actif numérique, appelé cryptoactif ou cryptomonnaie, à forte volatilité, dont la valeur et le statut sont controversés. Son invention et sa conception sont attribuées à une personne inconnue ou un groupe inconnu, utilisant le nom de Satoshi Nakamoto qui a présenté ce crypto-actif comme susceptible d'être utilisé comme une monnaie. 

## Classification
Le Bitcoin est un système d'actif numérique conçu par son inventeur, Satoshi Nakamoto, pour être utilisé en tant que monnaie,. Il est communément qualifié de monnaie numérique:1, argent numérique, monnaie virtuelle, monnaie électronique, où numérique, ou encore crypto-monnaie. Dans la législation, la dénomination utilisée est crpto-actif, en langue française et crypto-asset en langue anglaise.
La question du statut du bitcoin en tant que monnaie est controversée. Les bitcoins présentent trois qualités utiles pour une devise, selon The Economist en janvier 2015 : « ils sont difficiles à gagner, en offre limitée et faciles à vérifier ». Les économistes définissent l'argent comme une réserve de valeur, un moyen d'échange et une unité de compte et conviennent que le bitcoin doit encore évoluer pour remplir tous ces critères. Il est plus performant comme moyen d'échange : en février 2015, le nombre de commerçants acceptant les bitcoins a dépassé les 100 000. En mars 2014, le marché des bitcoins a souffert de volatilité, limitant la capacité du bitcoin à constituer une réserve de valeur stable. Les commerçants acceptant le bitcoin utilisent d'autres devises comme unité de compte principale.
La classification du bitcoin par le gouvernement des États-Unis est à ce jour peu claire avec de multiples décisions contradictoires. En 2013, le juge Amos L. Mazzant III, siégant à la Cour de district des États-Unis pour le district Est du Texas, a déclaré que « le bitcoin est une monnaie ou une forme d'argent ». En juillet 2016, la juge Teresa Mary Pooler, de la onzième cour de circuit judiciaire de Floride, a innocenté Michel Espinoza dans l'affaire Florida v. Espinoza d'accusations de blanchiment d'argent impliquant son utilisation du bitcoin. Le juge Pooler a déclaré: « Le Bitcoin peut avoir certains attributs communs avec ce que nous appelons couramment l'argent, mais diffère dans de nombreux aspects importants, ils ne sont certainement pas tangibles et ne peuvent pas être cachés sous un matelas comme de l'argent liquide ou des lingots d'or ». En septembre 2016, une décision du juge Alison J. Nathan de la Cour de district des États-Unis pour le district sud de New York contredisait l'arrêt Florida Espinoza en affirmant que « les bitcoins sont des fonds au sens ordinaire du terme.— Les bitcoins peuvent être acceptés comme paiement pour des biens et services ou achetés directement par échange sur un compte bancaire. Ils fonctionnent donc comme des ressources monétaires et servent de moyen d'échange et de moyen de paiement ».
Le Département du Trésor des États-Unis le caractérise de monnaie virtuelle décentralisée. La Commodity Futures Trading Commission classifie le bitcoin comme une marchandise, et l'Internal Revenue Service le classe comme un actif.
La South African Revenue Service, la loi canadienne, le Ministère des Finances de la République tchèque et plusieurs autres considèrent le bitcoin comme un actif immatériel.
La Banque fédérale d'Allemagne considère que le bitcoin n'est pas une monnaie virtuelle ni une monnaie électronique. Elle recommande l'utilisation du terme « crypto token ».
La Banque populaire de Chine a déclaré que le bitcoin « n'est fondamentalement pas une monnaie mais un objectif d'investissement ».
La dénomination du bitcoin fait aussi débat dans les milieux journalistiques et universitaires. Certains médias font une distinction entre l'argent « réel » et les bitcoins, tandis que d'autres appellent le Bitcoin de l'argent réel. The Wall Street Journal l'a déclaré un des produits de base, en décembre 2013. Un journaliste de Forbes l'a qualifié de « collectionnable » numérique. Deux informaticiens de l'Université d'Amsterdam ont proposé le terme « marchandise informationnelle semblable à de l'argent ». Dans un article de Forbes en 2016, le bitcoin a été caractérisé comme membre d'une nouvelle classe d'actifs.
En outre, le bitcoin est aussi caractérisé comme un système de paiement.

## Utilisateurs
Selon une étude réalisée par l'Université de Cambridge en 2017, entre 2,9 millions et 5,8 millions d'utilisateurs uniques utilisent activement un portefeuille de crypto-monnaie, la plupart choisissant le bitcoin. Le nombre d'utilisateurs actifs a considérablement augmenté depuis 2013 (il y avait entre 0,3 et 1,3 million d'utilisateurs uniques à l'époque).

## Achat et vente

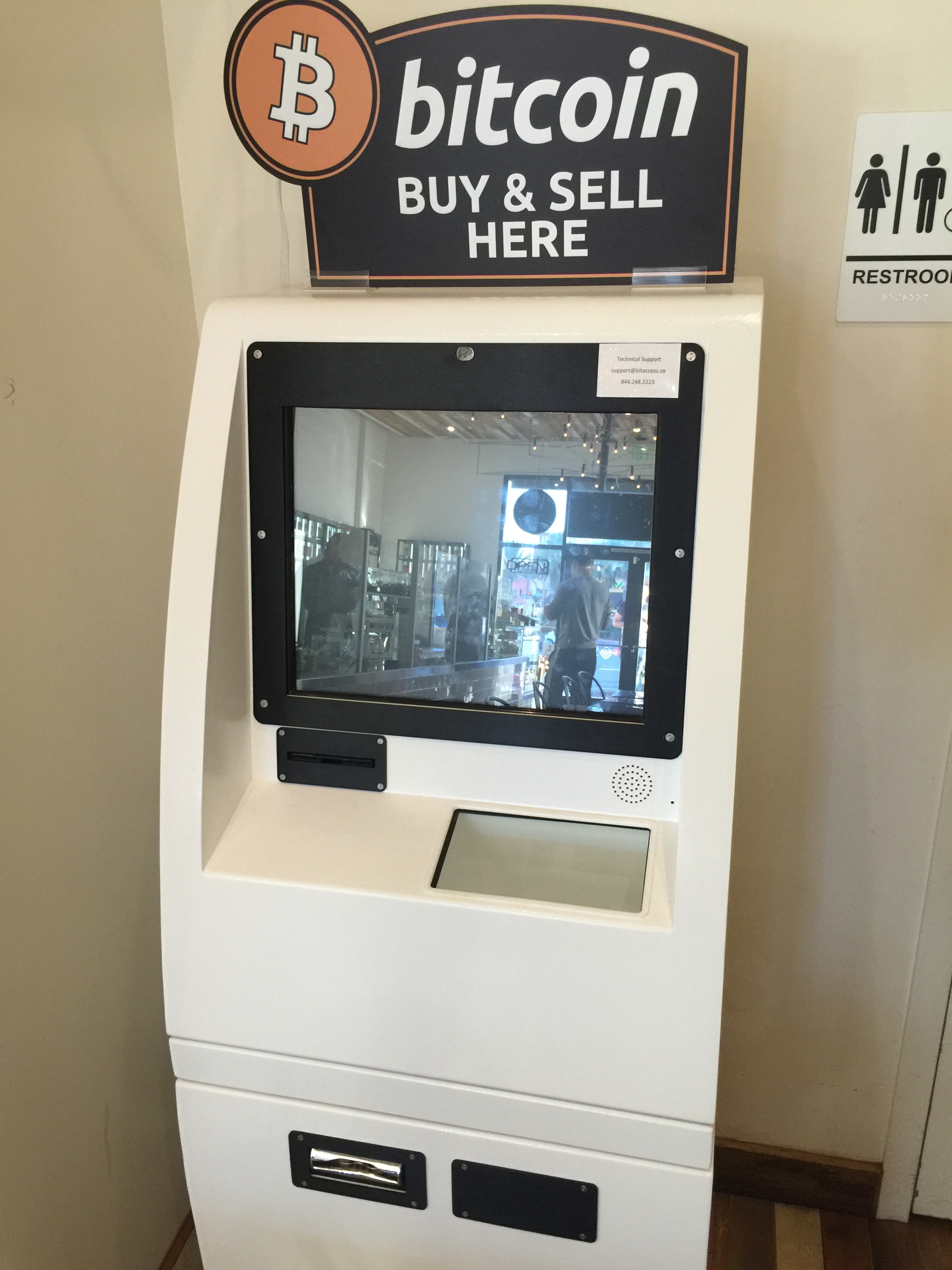
Un bitcoin ATM en Californie.

Les Bitcoins peuvent être achetés et vendus aussi bien en ligne que hors ligne. Les participants aux plateformes de change en ligne proposent des offres d'achat et de vente de bitcoins. Le recours à un échange en ligne pour obtenir des bitcoins comporte certains risques et, selon une étude publiée en avril 2013, 45 % des échanges échouent, les fonds étant conservés par la plateforme. Les bourses d'échange ont depuis mis en œuvre des mesures pour fournir la preuve de leurs réserves dans un effort de transparence vis-à-vis de leurs utilisateurs,. Hors ligne, les bitcoins peuvent être achetés directement auprès d'un particulier ou à un guichet automatique de bitcoin. Les distributeurs de Bitcoins ne sont cependant pas des distributeurs automatiques traditionnels. Les kiosques à Bitcoins sont des machines connectées à Internet, permettant l'insertion d'argent liquide en échange de bitcoins. Les kiosques à Bitcoins ne se connectent pas à la banque de l'utilisateur et peuvent également facturer des frais de transaction allant jusqu'à 7 %, avec des coûts de change supérieurs de 50 USD par rapport aux tarifs pratiqués ailleurs.
En 2016, on[Qui ?] estimait qu'il y avait plus de 800 guichets automatiques à bitcoins dans le monde, la majorité (plus de 500) étant aux États-Unis.

## Estimation de la valeur

### Prix et volatilité

Prix (à gauche de l'axe vertical, échelle logarithmique) et de la volatilité (à droite de l'axe vertical).

Liquidité (estimation, en USD/an, échelle logarithmique).

Selon Mark T. Williams, à partir de 2014, le bitcoin a connu une volatilité sept fois plus grande que celle de l'or, huit fois plus que le S&P 500, et 18 fois plus élevée que le dollar américain.
Tentant d'expliquer cette forte volatilité, un groupe de chercheurs japonais a déclaré qu'il n'y avait pas de mécanisme de stabilisation. Selon la Fondation Bitcoin, la volatilité élevée est due à une liquidité insuffisante, tandis qu'un journaliste de Forbes avance qu'elle est liée à l'incertitude sur sa valeur à long terme, et que la forte volatilité d'une devise en phase de démarrage est logique « car les gens sont encore en train d'expérimenter avec la monnaie pour juger de son utilité ».
Il y a des utilisations où la volatilité n'a pas d'importance, comme le jeu en ligne, les pourboires et les envois de fonds internationaux. En 2014, les sociétés de capital-risque pro-bitcoin ont fait valoir que le grand volume d'échanges généré par des échanges commerciaux à haute fréquence planifiés serait nécessaire pour réduire la volatilité des prix.
Le prix des bitcoins a traversé divers cycles de hausse et de baisse que certains ont qualifiés de bulles et de dépressions,. En 2011, la valeur d'un bitcoin a rapidement augmenté, passant d'environ 0,30 USD à 32 USD avant de revenir à 2 USD. Au second semestre 2012 et pendant la crise financière chypriote de 2012-2013, le prix du bitcoin a commencé à augmenter, atteignant un sommet de 266 USD le 10 avril 2013 avant de chuter à environ 50 USD Le 29 novembre 2013, le coût d'un bitcoin a atteint le sommet historique de 1 242 USD. Certaines données suggèrent qu'une partie de ce pic du prix du bitcoin était due à une manipulation des prix. En 2014, le cours a fortement baissé et, à partir d'avril, est demeuré déprimé à hauteur d'un peu plus de la moitié de ceux de 2013. En août 2014, il était inférieur à 600 USD. En janvier 2015, notant que le prix du bitcoin était tombé à son niveau le plus bas depuis avril 2013 - environ 224 USD - le New York Times a suggéré qu'« en l'absence de signes de reprise, l'industrie se prépare aux effets d'une baisse prolongée des prix. En particulier, les sociétés de mining du Bitcoin, essentielles à la technologie sous-jacente de la devise, montrent des signaux d'alerte avant-coureurs ». Toujours en janvier 2015, le journal Business Insider a rapporté que les trafiquants de drogue en ligne « paniquaient » car ils perdaient des bénéfices, ne parvenant pas à convertir assez rapidement leurs revenus Bitcoins en liquidités lorsque le cours baissait. Le journal ajoutait que la vente des réserves restantes des trafiquants risquait de provoquer une baisse accrue.
La théorie économique[Laquelle ?] suggère[Qui ?] que la volatilité du prix du bitcoin diminuera lorsque l'utilisation des bitcoins par les entreprises et les consommateurs augmentera. La raison en est que l'utilisation des paiements réduit la sensibilité du taux de change aux croyances des spéculateurs sur la valeur future d'une monnaie virtuelle. Selon le Wall Street Journal, en avril 2016, le bitcoin commençait à paraître légèrement plus stable que l'or. Le 3 mars 2017, le cours du bitcoin a dépassé pour la première fois celui de l'or et son prix a atteint un niveau record,. Une étude sur la recherche et les applications du commerce électronique, remontant les données historiques du réseau, a montré que la valeur du réseau bitcoin, mesurée par le prix des bitcoins, est approximativement proportionnelle au carré du nombre d'utilisateurs uniques quotidiens participant au réseau. Ceci est une forme de loi de Metcalfe et suggère que le réseau démontrerait des effets de réseau proportionnels à son niveau d'adoption par les utilisateurs.

### Controverse sur les bulles spéculatives
Le bitcoin est souvent qualifié de bulle spéculative par des journalistes et des personnalités publiques.
Les personnes qui voient une possible bulle spéculative dans le bitcoin incluent l'ancien président de la Fed Alan Greenspan et par l'économiste John Quiggin. Robert Shiller, lauréat du prix Nobel d'économie, a déclaré que le bitcoin « présentait de nombreuses caractéristiques d'une bulle spéculative ». Le 14 mars 2014, le magnat des affaires américain Warren Buffett a déclaré: « Restez à l'écart, c'est un mirage, en fait  ». Deux principaux développeurs de logiciels de bitcoins, Gavin Andersen et Mike Hearn, ont averti que des bulles pouvaient se produire. David Andolfatto, vice-président de la Banque fédérale de réserve de Saint-Louis, a déclaré: « Le bitcoin est-il une bulle? Oui, si la bulle est définie comme une prime de liquidité ». Selon Andolfatto, le cours du bitcoin « relève purement d'une bulle », mais il concède que beaucoup d'actifs ont des prix supérieurs à leur valeur intrinsèque:21. La spéculation en Bitcoin a été comparée à la tulipomanie, bulle spéculative des tulipes, en Hollande au XVIIe siècle. Des comparaisons ont été faites par le vice-président de la Banque centrale européenne, Vítor Constâncio, par Jamie Dimon, chef de JPMorgan Chase, par le gestionnaire de fonds spéculatifs Ken Griffin de Citadel, et par l'ancien président de la Banque centrale néerlandaise, Nout Wellink. En 2013, Wellink a remarqué : « C'est pire que la tulipomanie [...] Au moins, vous aviez une tulipe [à la fin], là vous n'avez rien ». Le 13 septembre 2017, Jamie Dimon a comparé le bitcoin à une bulle, disant qu'il n'était utile que pour les trafiquants de drogue et les pays comme la Corée du Nord.  
Le journaliste Matthew Boesler rejette l'étiquette de la bulle spéculative et voit la hausse rapide des cours du bitcoin comme rien de plus que les forces économiques normales au travail. Le Washington Post a souligné que les cycles de hausse et de baisse observés jusqu'au 5 novembre 2013 ne correspondaient pas à la définition d'une bulle spéculative.[réf. nécessaire]
Après une ascension spéculative vertigineuse en 2017, le bitcoin s’est écroulé en 2018, perdant 80 % de sa valeur, passant de près de 20 000 dollars à 3 700 dollars en décembre 2018.
Le bitcoin culmine le 14 avril 2021 à 64 895,22 dollars, il a perdu autour de 48 % au 23 mai 2021 depuis son record.
Le bitcoin a atteint son record à plus de 68 000 dollars en novembre 2021, s’approche de la barre des 20 000 dollars en juin 2022.

### Système de Ponzi?
Certains journalistes, économistes, et la banque centrale d'Estonie ont dit craindre que le bitcoin relève d'un système de Ponzi. En 2013, Eric Posner, professeur de droit à l'Université de Chicago], a déclaré qu'« un vrai système de Ponzi induit une escroquerie, le bitcoin, au contraire, ressemble plus à une illusion collective ». En 2014, des rapports de la Banque mondiale:7 et du Conseil fédéral suisse:21 se sont penchés sur la question et sont parvenus à la conclusion que le bitcoin ne relevait pas d'un système de Ponzi. En 2017, l'investisseur milliardaire Howard Marks a qualifié le bitcoin de système pyramidal.
Le 12 septembre 2017, Jamie Dimon, PDG de JPMorgan Chase, a qualifié le bitcoin d'« escroquerie » et a déclaré qu'il licencierait n'importe qui dans son entreprise surpris à commercialiser des bitcoins. Zero Hedge a affirmé que le même jour où Dimon a fait sa déclaration, JP Morgan a également acheté une grande quantité de bitcoins pour ses clients.

### Prévisions de valeur
Les journalistes et les analystes financiers, les économistes et les investisseurs ont tenté de prédire la valeur future possible du bitcoin. En avril 2013, l'économiste John Quiggin a déclaré que « les bitcoins atteindront tôt ou tard leur véritable valeur, mais il est impossible de dire quand ». Une semblable prévision a été faite en novembre 2014 par l'économiste Kevin Dowd.
En décembre 2013, Mark T. Williams, professeur de finance, prévoyait que le bitcoin se négocierait pour moins de 10 dollars d'ici la mi-2014. Au cours de la période indiquée, le bitcoin s'est échangé à partir de 344 dollars (avril 2014) et en juillet 2014, le bitcoin bas était de 609 dollars. En décembre 2014, Williams a déclaré : « La probabilité de succès est faible, mais si elle frappe, la récompense sera très grande ».
En novembre 2014, David Yermack, professeur de finance à la Stern School of Business de l'Université de New York, a prédit qu'en novembre 2015, le bitcoin pourrait être tout sauf sans valeur. Au cours de la période indiquée, le bitcoin a échangé jusqu'à 176,50 $ (janvier 2015) et, au cours du mois de novembre 2015, le prix du bitcoin a été de 309,90 $.
En mai 2013, Bank of America FX et le stratège des taux David Woo prévoyaient une juste valeur maximale par bitcoin de 1 300 $. L'investisseur de Bitcoin, Cameron Winklevoss, a déclaré en décembre 2013 que « le scénario du petit taureau pour bitcoin est ... 40 000 USD par pièce ».

### Valorisation du marché
Bien qu’il existe un grand nombre de cryptoactifs en circulation, le marché est dominé principalement par le Bitcoin (876,6 milliards d’euros) qui se trouve en première place, suivi par l’Ethereum (410,5 milliards d’euros). Ces deux premiers cryptoactifs représentent près de deux tiers de la valeur totale du marché. Au 9 mai 2021, selon CoinMarketCap, il existe 5 023 cryptoactifs, ou cryptomonnaies, pour une valeur de 2 031 milliards d’euros.

## Acceptation comme moyen de paiement

### Par les commerçants

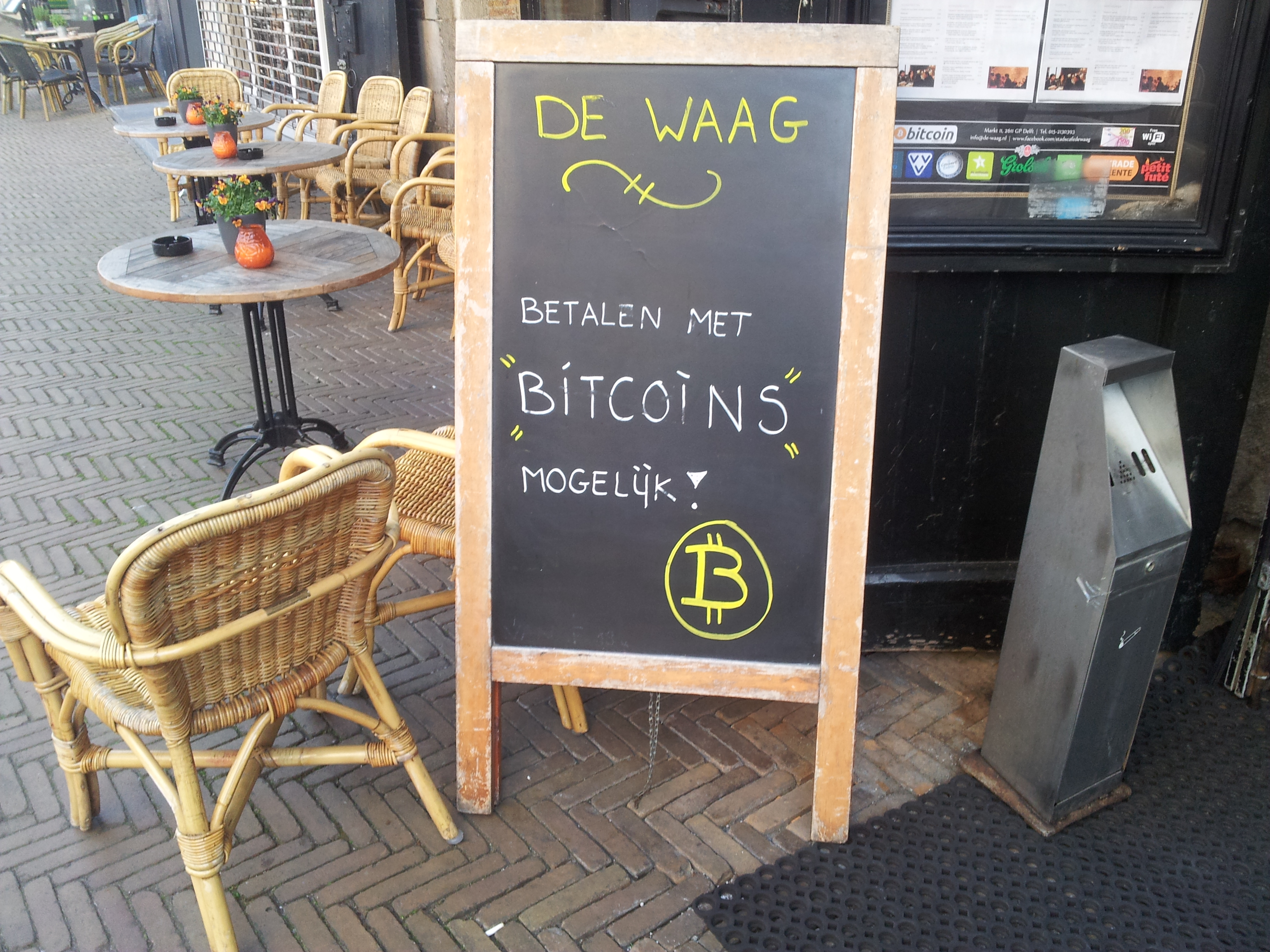
Les Bitcoins ont été acceptés dans ce café en faïence de Delft aux pays-bas en 2013

En 2015, le nombre de commerçants acceptant le bitcoin a dépassé les 100 000. Au lieu de 2-3 % généralement imposés par les processeurs de cartes de crédit, les commerçants acceptant des bitcoins payent souvent des frais allant de 0 % à moins de 2 %. En décembre 2014, les entreprises qui acceptent les paiements en Bitcoin sont les suivantes : 
| Alexa rank | Site                   |
| ---------- | ---------------------- |
| 33         | PayPal                 |
| 41         | Microsoft              |
| 328        | Dell                   |
| 329        | Newegg                 |
| 505        | Overstock.com          |
| 512        | Expedia                |
| 1,981      | TigerDirect            |
| 5,674      | Dish Network           |
| 7,038      | Zynga                  |
| 30,565     | Time Inc.              |
| 176,903    | PrivateFly             |
| 253,983    | Virgin Galactic        |
| 348,010    | Dynamite Entertainment |
| 1,145,668  | Clearly Canadian       |
| n.a.       | Sacramento Kings       |

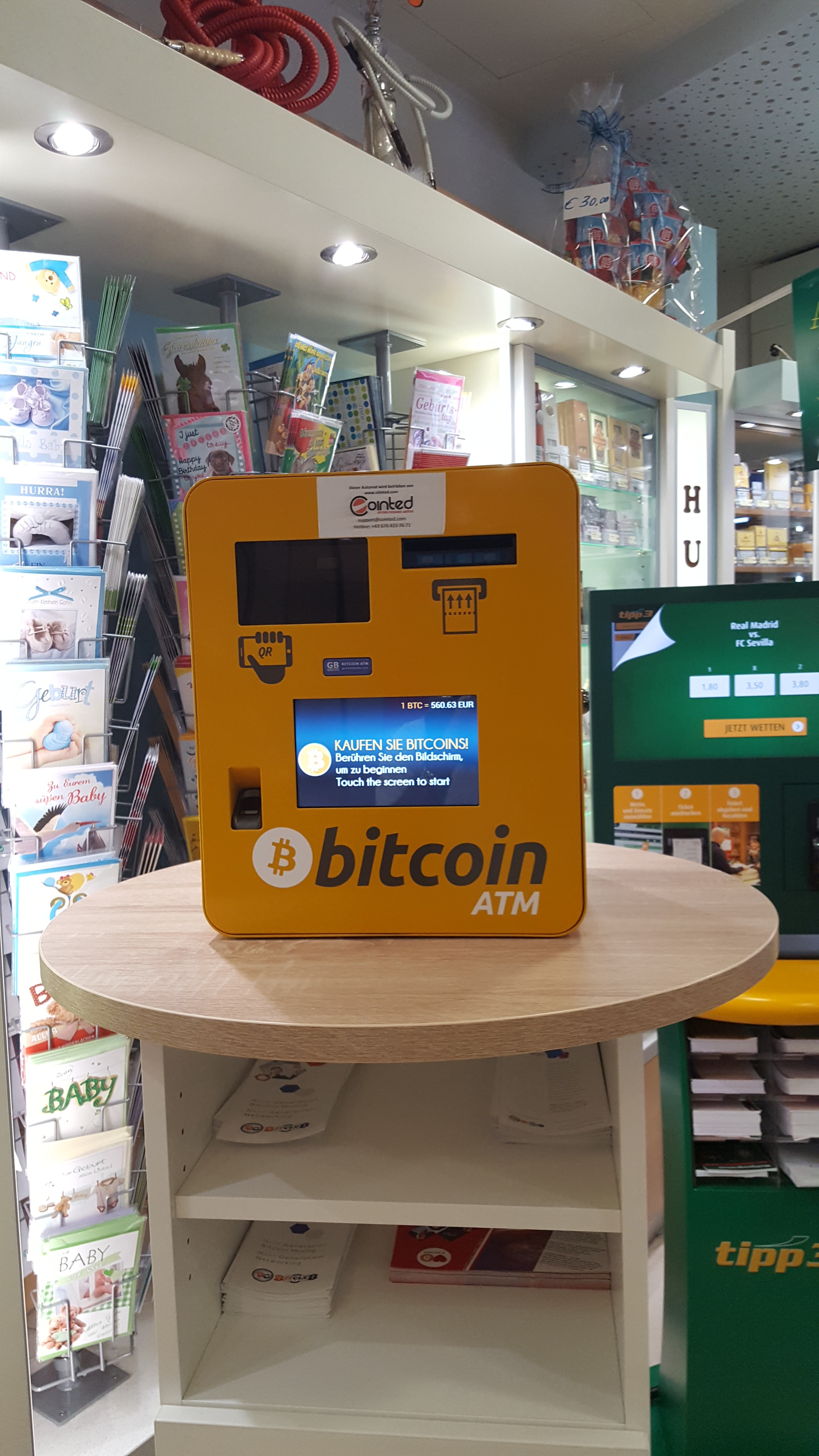
Un bitcoin ATM dans la Vienne – gare de l'ouest

Les commerçants acceptant le Bitcoin, tels que Dish Network, peuvent utiliser les services de prestataires de paiement Bitcoin tels que BitPay ou Coinbase. Lorsqu'un client paie en bitcoin, le fournisseur de services de paiement accepte le bitcoin au nom du marchand, le convertit directement et envoie le montant obtenu au compte bancaire du marchand, facturant des frais de moins de 1 % pour le service.
En mars 2021, Tesla accepte le Bitcoin comme moyen de paiement. Aux Etats-Unis « Vous pouvez maintenant acheter une Tesla avec des Bitcoins », a indiqué Elon Musk.
Le 13 mai 2021, Tesla renonce à la possibilité pour ses client d'acheter ses voitures électriques en bitcoins. « Tesla a suspendu les achats de voitures avec des bitcoins. Nous sommes inquiets du recours de plus en plus important aux combustibles riches en carbone pour miner des bitcoins, surtout le charbon, qui a les pires émissions (de gaz à effet de serre) de tous les combustibles », a fait savoir Elon Musk,.

### Par les organismes à but non lucratif
Le Bitcoin est acceptée par :
| Alexa rank | Site                            |
| ---------- | ------------------------------- |
| 150        | Mozilla Foundation              |
| 12,081     | Electronic Frontier Foundation, |
| 12,781     | Democracy Now!                  |
| 15,254     | Greenpeace                      |
| 47,489     | Wikimedia Foundation            |
| 81,090     | Free Software Foundation        |
| 425,808    | Against Malaria Foundation      |

Certains candidats politiques américains, y compris le candidat au Congrès démocrate de New York, Jeff Kurzon, ont déclaré qu'ils accepteraient les dons de campagne en bitcoin. Fin 2013, l'Université de Nicosie est devenue la première université au monde à accepter les bitcoins et a également commencé à offrir un programme d'études sur l'étude des monnaies numériques.

### Par les professionnels de santé
En 2014, My Doctor Medical Group et RapidMed Urgent Care Center à Lewisville, au Texas, avaient adopté le bitcoin.

### Volume des transactions pour la vente au détail
En raison de la conception du bitcoin, tous les chiffres de vente au détail ne sont que des estimations.
Selon Tim Swanson, directeur du développement des affaires d'une société de technologie de crypto-monnaie basée à Hong Kong, en 2014, les achats au détail quotidiens effectués avec du bitcoin valaient environ 2,3 millions de dollars. La revue MIT Technology estime qu'en février 2015, moins de 5 000 bitcoins par jour (d'une valeur approximative de 1,2 million $ à l'époque) étaient utilisés pour les transactions de détail, et conclut qu'en 2014 « il semble y avoir eu très peu ou pas d'augmentation achats au détail en utilisant Bitcoin ».

## Utilisation du bitcoin dans le crime
Une entité criminelle peut vouloir blanchir des capitaux illégaux en achetant des bitcoins sur un compte anonyme et intraçable. Une personne peut vouloir sortir anonymement de l'argent de son pays.
Les hackeurs installent des rançongiciels dans les systèmes informatiques des entreprises et réclament quelquefois des rançons en bitcoin. A titre d'exemple on peut citer les événements suivant :
- Le 22 août 2020, aux États-Unis, le FBI a arrêté un ressortissant russe, qui avait proposé un million de dollars en bitcoin à un employé de Tesla pour introduire un rançongiciel dans la Gigafactory d’Elon Musk[136].
- Le 7 mai 2021, la direction de Colonial Pipeline, exploitant d'un oléoduc qui alimente en essence la côte est des États-Unis, reçoit un message de pirates informatiques exigeant une rançon de 4,4 millions de dollars pour débloquer l'exploitation de ce pipeline stratégique. Le PDG de l’entreprise décide rapidement de payer. Le versement aux hackeurs de la rançon est effectué en bitcoins, en échange d’un logiciel de déblocage qui s'avère insuffisant. Aux États-Unis le FBI exhorte les victimes de piratage et/ou de hackeurs à ne pas payer de rançon[137]. Le ministère de la justice a récupéré la majorité de la rançon que Colonial Pipeline a versé au groupe DarkSide[138].
- En France, en juillet 2021, « Haurus », ex-agent de la Direction générale de la Sécurité intérieure (DGSI) est condamné à sept ans de prison dont deux avec sursis pour avoir vendu des données confidentielles sur le darknet, il était rémunéré en bitcoins. Parmi ses « clients », un homme connu dans le milieu du banditisme marseillais qui avait demandé à « Haurus » de lui donner des informations permettant de localiser plusieurs personnes, dont certaines ont été retrouvées mortes[139].
- Aux États-Unis, en août 2021, T-Mobile est victime d’un piratage massif de son système informatique, les infos personnelles d’au moins 30 millions de personnes ont été proposées à la vente sur un forum de discussion, pour l’équivalent de 6 bitcoins (soit environ 240 000 euros)[140],[141]. Les données personnelles dérobées incluaient, dans la majorité des cas, les noms et prénoms, la date de naissance, le numéro de sécurité sociale[142].

## Finance

### Relation avec les institutions financières
Les sociétés Bitcoin ont eu du mal à ouvrir des comptes bancaires traditionnels parce que les prêteurs se méfiaient des liens de Bitcoin avec l'activité illicite. Selon Antonio Gallippi, cofondateur de BitPay, « les banques ont peur de traiter avec des sociétés bitcoin, même si elles le veulent vraiment ». En 2014, la Banque Nationale de l'Australie fermé les comptes des entreprises ayant des liens avec le bitcoin, et HSBC a refusé de servir un fonds de couverture ayant des liens vers bitcoin. Les banques australiennes en général ont été signalées comme fermant des comptes bancaires d'opérateurs d'entreprises impliquant la monnaie; ceci a fait l'objet d'une enquête par la Commission australienne de la concurrence et de la consommation. Néanmoins, les banques australiennes ont adopté la technologie blockchain sur laquelle repose Bitcoin.
Dans un rapport publié en 2013, Bank of America Merrill Lynch a déclaré : « Nous pensons que le bitcoin peut devenir un moyen de paiement majeur pour le commerce électronique et devenir un concurrent sérieux des fournisseurs traditionnels de transfert d'argent ».
En juin 2014, la première banque qui convertit instantanément les dépôts en devises en bitcoins sans frais a été ouverte à Boston.
En 2021, les banques détenant des bitcoins doivent mettre en œuvre des règles prudencielles sachant que le bitcoin (et les autres crypto-monnaies) ne sont liés à aucun actif sous-jacent. Selon les règles du comité de Bâle, les banques doivent détenir des fonds propres d'une valeur au moins égale à leurs expositions au bitcoin ou à d'autres cryptoactifs non liées à un actif traditionnel (dollar ou autres). Une nouvelle consultation publique sur les exigences de fonds propres est probable avant la publication des règles définitives.

### Choix d'investissement
Certains Argentins ont acheté des bitcoins pour protéger leurs économies contre une inflation élevée ou la possibilité que les gouvernements puissent confisquer des comptes d'épargne. Au cours de la crise financière chypriote de 2012-2013, les achats de bitcoins à Chypre ont augmenté en raison des craintes que les comptes d'épargne soient confisqués ou taxés.
D'autres méthodes d'investissement sont les fonds bitcoin. Le premier fonds bitcoin réglementé a été établi à Jersey en juillet 2014 et approuvé par la Jersey Financial Services Commission. Aussi, en 2012, une tentative a été faite par les jumeaux Winklevoss (qui, en avril 2013, affirmaient détenir près de 1 % de tous les bitcoins existants) pour établir un bitcoin ETF. Au 10 mars 2017, le bitcoin FNB a été refusé par la SEC en raison de préoccupations réglementaires. Le prix a chuté de 15 % en quelques minutes, mais bientôt surtout récupéré. Début 2015, ils ont annoncé leur intention de lancer un bureau d'échange bitcoin basé à New York appelé Gemini, qui a reçu l'approbation pour le lancer le 5 octobre 2015. Le 4 mai 2015, Bitcoin Investment Trust a commencé à négocier sur le marché OTCQX sous le nom de GBTC Forbes a commencé à publier des arguments en faveur d'un investissement en décembre 2015. En 2013 et 2014, l'Autorité bancaire européenne et l'Autorité de réglementation du secteur financier (FINRA), organisme d'autoréglementation des États-Unis, ont averti qu'investir dans des bitcoins comporte des risques importants. Forbes a nommé le bitcoin le meilleur investissement de l'année 2013. En 2014, Bloomberg a nommé le bitcoin l'un de ses pires investissements de l'année. En 2015, le bitcoin a dominé les tables de devises de Bloomberg.
Afin d'améliorer l'accès aux informations sur les prix et d'accroître la transparence, Bloomberg LP a annoncé le 30 avril 2014 son intention de coter les sociétés bitcoin Kraken et Coinbase sur ses 320 000 terminaux de données financières souscrits,. En mai 2015, Intercontinental Exchange Inc., société mère de la Bourse de New York, a annoncé un indice bitcoin basé initialement sur les données des transactions Coinbase.
Selon Bloomberg, en 2013, il y avait environ 250 portefeuilles bitcoin avec plus de 1 million de dollars de bitcoins. Le nombre de millionnaires Bitcoin est incertain car les gens peuvent avoir plus d'un portefeuille.
En février 2021, Tesla investit 1,5 milliard de dollars dans le bitcoin et va l'accepter comme moyen de paiement. Le cours du bitcoin s’envole, atteignant un nouveau pic à 43 000 dollars.
En mai 2021, Elon Musk a précisé que Tesla ne vendrait pas ses bitcoins malgré son revirement et son renoncement à l’utilisation des bitcoins pour acheter les voitures Tesla.

## Relation avec le capital-risque
Les capital-risqueurs, tels que Founders Fund de Peter Thiel, qui a investi 3 millions de dollars américains dans BitPay, n'achètent pas de bitcoins eux-mêmes, mais financent des infrastructures bitcoin comme les entreprises qui fournissent des systèmes de paiement aux commerçants, bourses, services de portefeuille, etc. En 2012, Adam Draper a fondé un incubateur pour les start-up axées sur le bitcoin, avec l'aide financière de son père, le capital-risqueur Tim Draper, l'un des plus importants détenteurs de bitcoins après avoir remporté une vente aux enchères de 30 000 bitcoins, à l'époque appelée « mystère de l'acheteur ». L'objectif de la société est de financer 100 entreprises bitcoin d'ici deux à trois ans avec une participation de 6% entre 10 000 et 20 000 $. Les investisseurs investissent également dans l'exploitation minière de bitcoin. Selon une étude réalisée en 2015 par Paolo Tasca, les start-up bitcoin ont levé près de un milliard de dollars en trois ans (T1 2012 - T1 2015).

### Financement participatif
Le Bitcoin est utile pour le financement participatif. Par exemple, un panneau de football universitaire a rapporté plus de 20 000 $ en dons pour un passionné de bitcoin. Il a été diffusé par une chaîne de télévision locale avec un journal grand format « Salut maman, envoie des bitcoins ».

## Disparition annoncée
La « mort » du bitcoin a été proclamée à plusieurs reprises. Un journaliste a enregistré 29 de ces « nécrologies » au début de 2015.
Le magazine Forbes a déclaré « mort » le bitcoin en juin 2011, suivi par Gizmodo Australie en août 2011. Le magazine Wired a écrit qu'il avait « expiré » en décembre 2012 Ouishare Magazine a déclaré, « la partie est terminée, bitcoin » en mai 2013, et le New York Magazine a déclaré que le bitcoin était « sur son chemin vers la tombe » en juin 2013. L'agence Reuters a publié un « avis de décès » du bitcoin en janvier 2014. Street Insider a déclaré le bitcoin « mort » en février 2014, suivi par Le Weekly Standard , en mars 2014, Salon en mars 2014, Vice new en mars 2014, et Financial Times en septembre 2014. En janvier 2015, USA Today a déclaré que le bitcoin « se dirigeait vers le tas de cendres », et The Telegraph a déclaré « la fin de l'expérience bitcoin ». En janvier 2016, l'ancien développeur de bitcoins Mike Hearn a qualifié Bitcoin de « projet raté ».
Peter Greenhill, directeur du développement des affaires électroniques pour l'île de Man, a commenté les nécrologies paraphrasant Mark Twain en disant que « les rapports sur la mort de Bitcoin ont été grandement exagérés ».

## Positionnement en économie politique
La décentralisation de l'argent offert par les monnaies virtuelles comme le bitcoin a ses racines théoriques dans l'école Autrichienne d'économie, en particulier avec Friedrich von Hayek dans son livre la Dénationalisation de la monnaie: L'Argument Raffiné, dans lequel il préconise un système complet de marché libre dans la production, la distribution et la gestion de l'argent pour mettre fin au monopole des banques centrales.
Certains économistes ont répondu positivement au bitcoin tandis que d'autres ont exprimé leur scepticisme. François R. Velde, économiste principal à la Fed de Chicago, l'a décrit comme « une solution élégante au problème de la création d'une monnaie numérique ». Paul Krugman et Brad DeLong ont critiqué le bitcoin, s'interrogeant sur le fait qu'il devrait constituer une réserve de valeur raisonnablement stable ou qu'il existe un plancher sur sa valeur. L'économiste John Quiggin a critiqué le bitcoin comme « la réfutation finale de l'hypothèse du marché efficient ».
David Andolfatto, vice-président de la Federal Reserve Bank de St. Louis, a déclaré que le bitcoin est une menace pour l'establishment, ce qui, selon lui, est une bonne chose pour le Federal Reserve System et les autres banques centrales politiques,,.
Le président de PayPal, David A. Marcus, qualifie le Bitcoin d'« excellent endroit pour mettre des actifs », mais affirme que ce ne sera pas une monnaie avant que la volatilité des prix ne soit réduite. Bill Gates, en rapport avec le coût de déplacement de l'argent d'un endroit à l'autre dans une interview pour Bloomberg L.P. a déclaré: « Le Bitcoin est excitant parce qu'il montre à quel point il peut être bon marché
». Les fonctionnaires dans des pays comme le Brésil, l'Île de Man, Maillot, le royaume-Uni, et les États-unis ont reconnu sa capacité à fournir des services financiers légitimes. Les développements du Bitcoin ont attiré l'attention des politiciens et des législateurs en raison de la capacité du Bitcoin à éradiquer la fraude, à simplifier les transactions et à assurer la transparence, lorsque les bitcoins sont correctement utilisés,,.
Le Bitcoin fait appel à des libertariens technophiles, car il existe jusqu'à présent[Quand ?] en dehors du système bancaire institutionnel et du contrôle des gouvernements. Cependant, les chercheurs cherchant à découvrir les raisons de l'intérêt pour le bitcoin n'ont pas trouvé de preuve dans les données de recherche de Google que cela était lié au libertarianisme. L'activiste du mouvement du logiciel libre Richard Stallman a critiqué le manque d'anonymat et a appelé à un développement réformé.